# (6668) 1994 GY8
(6668) 1994 GY8 (1994 GY8, 1982 UP9, 1985 GQ1, 1987 YT4, 1989 EQ11, 1995 QP2) — астероїд головного поясу, відкритий 11 квітня 1994 року.
Тіссеранів параметр щодо Юпітера — 3,316.